# Plaine (Dolny Ren)
Plaine – miejscowość i gmina we Francji, w regionie Grand Est, w departamencie Dolny Ren.
Według danych na rok 2007 gminę zamieszkiwało 946 osób, zaś gęstość zaludnienia wynosiła 41 osób/km².